# Schwetschkeopsis elongata
Schwetschkeopsis elongata är en bladmossart som beskrevs av William Russell Buck och H. Crum 1978. Schwetschkeopsis elongata ingår i släktet Schwetschkeopsis och familjen Fabroniaceae. Inga underarter finns listade i Catalogue of Life.